# NGC 1699
NGC 1699 je galaksija u zviježđu Eridanu.

## Vanjske poveznice
- SEDS: NGC 1699